# Пау Торрес
Пау Торрес (ісп. Pau Torres, нар. 16 січня 1997, Вілярреаль) — іспанський футболіст, центральний захисник клубу «Астон Вілла» і національної збірної Іспанії.

## Клубна кар'єра
Народився 16 січня 1997 року в місті Вілярреаль. Вихованець футбольної школи місцевого «Вільярреала». У дорослому футболі дебютував 2016 року виступами за «Вільярреал Б», а з наступного року почав залучатися до складу її головної команди, де був гравцем глибокого резерву, виходячи на поле лише епізодами.
Протягом сезону 2018/19 здобував ігрову практику у друголіговій «Малазі», де був основним гравцем центру захисту. Повернувшись з оренди до «Вільярреала», в сезоні 2019/20 став стабільним гравцем основного складу і вже у жовтні 2019 року подовжив контракт з клубом до 2024 року.
12 липня 2023 року підписав контракт на суму 31,5 млн фунтів з «Астон Віллою».

## Виступи за збірні
2019 року провів одну гру у складі молодіжної збірної Іспанії. У складі Олімпійської збірної Торрес був учасником футбольного турніру Олімпійських ігор-2020, де іспанці здобули срібні нагороди, а сам Пау зіграв у всіх шести іграх.
15 листопада 2019 року дебютував в офіційних матчах у складі національної збірної Іспанії. Був основним центральним захисником «червоної фурії» в рамках Ліги націй УЄФА 2020—2021.
У 2021 році Торрес став півфіналістом чемпіонату Європи 2020. На турнірі він був основним захисником і зіграв у всіх 6 іграх.
| Дата       | Місто           | Господарі  | Результат               | Гості      | Турнір                               | Голи | Примітки |
| ---------- | --------------- | ---------- | ----------------------- | ---------- | ------------------------------------ | ---- | -------- |
| 15-11-2019 | Кадіс           | Іспанія    | 7 – 0                   | Мальта     | Відбір до ЧЄ 2020                    | 1    | 61'      |
| 3-9-2020   | Штутгарт        | Німеччина  | 1 – 1                   | Іспанія    | Ліга націй УЄФА 2020-2021 - 1-й етап | -    |          |
| 6-9-2020   | Мадрид          | Іспанія    | 4 – 0                   | Україна    | Ліга націй УЄФА 2020-2021 - 1-й етап | -    |          |
| 10-10-2020 | Мадрид          | Іспанія    | 1 – 0                   | Швейцарія  | Ліга націй УЄФА 2020-2021 - 1-й етап | -    |          |
| 13-10-2020 | Київ            | Україна    | 1 – 0                   | Іспанія    | Ліга націй УЄФА 2020-2021 - 1-й етап | -    |          |
| 14-11-2020 | Базель          | Швейцарія  | 1 – 1                   | Іспанія    | Ліга націй УЄФА 2020-2021 - 1-й етап | -    |          |
| 17-11-2020 | Севілья         | Іспанія    | 6 – 0                   | Німеччина  | Ліга націй УЄФА 2020-2021 - 1-й етап | -    |          |
| 4-6-2021   | Мадрид          | Іспанія    | 0 – 0                   | Португалія | товариський матч                     | -    | 63'      |
| 14-6-2021  | Севілья         | Іспанія    | 0 – 0                   | Швеція     | ЧЄ 2020 - груповий етап              | -    |          |
| 19-6-2021  | Севілья         | Іспанія    | 1 – 1                   | Польща     | ЧЄ 2020 - груповий етап              | -    | 81'      |
| 23-6-2021  | Севілья         | Словаччина | 0 – 5                   | Іспанія    | ЧЄ 2020 - груповий етап              | -    | 71'      |
| 28-6-2021  | Копенгаген      | Хорватія   | 3 – 5 д.ч.              | Іспанія    | ЧЄ 2020 - 1/8 фіналу                 | -    | 71'      |
| 2-7-2021   | Санкт-Петербург | Швейцарія  | 1 – 1 д.ч. (1 – 3 п.п.) | Іспанія    | ЧЄ 2020 - чвертьфінал                | -    | 113'     |
| 6-7-2021   | Лондон          | Італія     | 1 – 1 д.ч. (4 – 2 п.п.) | Іспанія    | ЧЄ 2020 - півфінал                   | -    | 109'     |
| 6-10-2021  | Мілан           | Італія     | 1 – 2                   | Іспанія    | Ліга націй УЄФА 2020-2021 - півфінал | -    |          |
| 14-11-2021 | Севілья         | Іспанія    | 1 – 0                   | Швеція     | Відбір до ЧС 2022                    | -    |          |
| Усього     |                 | Матчів     | 16                      |            | Голів                                | 1    |          |

## Досягнення
- Срібний олімпійський призер (1): 2020

«Вільярреал»
- Володар Ліги Європи УЄФА: 2020-21